# Bernard Seillier
Pour les articles homonymes, voir Seillier.
Ne doit pas être confondu avec Bernard Sellier.
Bernard Seillier, né le 12 juillet 1941 à Saint-Céré (Lot) et mort le 2 août 2024 à Millau (Aveyron), est un haut fonctionnaire et homme politique français, vice-président du Mouvement pour la France.

## Biographie
Maître ès sciences économiques, ancien élève de l'École nationale d'administration (promotion Simone-Weil, 1972–1974), il est affecté au corps des administrateurs civils à l'issue de sa scolarité.
- 1989 – 2008 : sénateur MPF soutenu par l'UMP de l'Aveyron au groupe RDSE
- 1994 – 2008 : maire de Sévérac-le-Château
- 1994 – 2001 et 2004 – 2008 : conseiller général MPF dans la majorité de l'UMP – MPF – DVD de l'Aveyron
- 1997 – 2008 : président de la communauté de communes de Sévérac-le-Château
- Ancien vice-président MPF du conseil général de l'Aveyron
- Ancien vice-président RDSE de la commission des affaires sociales du Sénat
- Ancien membre de l'Office parlementaire d'évaluation des choix scientifiques et technologiques
- Ancien président du Conseil national des politiques de lutte contre la pauvreté et l’exclusion sociale jusqu'en juillet 2010
- Ancien vice-président du MPF

### Vie privée
Bernard Seillier est marié avec Françoise Boju-Seillier, députée européenne villiériste de 1994 à 1999 (Majorité pour l'autre Europe), et leur fille est la bru de Philippe de Villiers.
Il a cinq enfants dont Bruno, scénariste, et Étienne, ancien officier de l'armée de terre diplômé de l'ESM Saint-Cyr et chef d'entreprise dans la filière bois.